# Гойкочеа, Серхио
Се́рхио Хавье́р Гойкоче́а (исп. Sergio Javier Goycochea; 17 октября, 1963, Лима, Буэнос-Айрес, Аргентина) — аргентинский футболист, вратарь, выступавший за сборную Аргентины. Участник двух чемпионатов мира. Известен тем, что превосходно отражал пенальти. Дважды выигрывал Кубок Америки. Дважды признавался вторым вратарем мира, по версии МФФИИС. Наибольших успехов добился в клубе «Мильонариос», где не оставил шансов местному любимцу и в будущем вратарю сборной Колумбии и клуба «Бока Хуниорс» Оскару Кордобе. Также выступал за клубы Аргентины, Парагвая, Франции и Колумбии. В 1993 году был признан лучшим игроком Кубка Америки.

## Карьера
Серхио Гойкочеа начал карьеру в клубе «Дефенсорес Унидос», откуда перешёл в «Ривер Плейт». В составе этого клуба футболист выступал шесть лет (в роли дублёра Нери Пумпидо), выиграв чемпионат Аргентины, Межамериканский кубок, Межконтинентальный кубок и Кубок Либертадорес. Во время выступления за эту команду Серхио начал призываться в состав сборной Аргентины, с которой играл на Кубке Америки в 1987 году.
В 1988 году Гойкочеа перешёл в клуб «Мильонариос», где блистательно провёл два сезона. В 1990 году он поехал на свой первый чемпионат мира, там футболист заменил по ходу турнира травмировавшегося Нери Пумпидо. В своём дебютном матче против сборной СССР он оставил свои ворота в неприкосновенности, совершив по ходу матча несколько невероятных спасений. В дальнейшем Серхио смог помочь своей команде выйти в финал, дважды победив в серии пенальти, сначала у Югославии, а затем у хозяйки турнира — Италии; в игре с итальянцами Гойкочеа отбил два послематчевых одиннадцатиметровых от Альдо Серены и Роберто Донадони. В финале ему не повезло, на 86 минуте игрок сборной ФРГ Андреас Бреме реализовал 11-метровый удар. И хотя Серхио вновь оказался на высоте и угадал угол, удар был очень точным. По результатам чемпионата был признан номером 1 в символической сборной, обойдя как чемпиона мира Бодо Ильгнера, так и вратаря сборной Италии Вальтера Дзенгу.
После чемпионата мира Гойкочеа вернулся на родину, где провёл сезон в «Расинге», затем играл за французский «Брест 29» и парагвайские клубы. В 1991 и 1993 году со сборной Аргентины Серхио выигрывал Кубок Америки, а в 1992 году победил в Кубке конфедераций. На ЧМ-94 был дублёром Луиса Исласа, так как крайне неудачно провёл отборочный турнир. В 1996 году стал обладателем Суперкубка Либертадорес в составе клуба «Велес Сарсфилд», был дублёром Хосе Луиса Чилаверта. Завершил карьеру на родине в Аргентине. Был тренером вратарей в «Ривер Плейте».

## Достижения
Командные
Ривер Плейт
- Чемпион Аргентины: 1986, Апертура 1993, Апертура 1994
- Обладатель Кубка Либертадорес: 1986
- Обладатель Межконтинентального кубка: 1986
- Обладатель Межамериканского кубка: 1987

Мильонариос
- Чемпион Колумбии: 1988

Серро Портеньо
- Чемпион Парагвая: 1992

Олимпия (Асунсьон)
- Чемпион Парагвая: 1993

Велес Сарсфилд
- Обладатель Суперкубка Либертадорес: 1996

Сборная Аргентины
- Серебряный призёр чемпионата мира: 1990
- Обладатель Кубка Америки: 1991, 1993
- Обладатель Кубка конфедераций: 1992
- Обладатель Кубка Артемио Франки: 1993

Личные
- Футболист года в Аргентине: 1990
- Лучший футболист Кубка Америки: 1993
- Входит в символическую сборную чемпионата мира: 1990